# Туркмены в Казахстане
Туркмены в Казахстане (туркм. Gazagystanyň türkmenleri, каз. Қазақстан түркімендері) — туркменское национальное меньшинство, проживающее в Казахстане. По данным переписи 2021 года насчитывается около 2834 представителей туркменской диаспоры в Казахстане. Подавляющее число туркмен Казахстана являются выходцами из Мангышлака (ныне входит в состав Мангистауской области) и являются автохтонным народом данного региона.

## История
Первым исследователем мангышлакских туркмен являлся немецкий учёный-этнограф Рихард Карутц. В начале своей работы, названной «На Мангышлаке», он писал, что население Мангышлака состоит из киргизов (казахов) и туркмен и распределяется в настоящее время так, что последние занимают прибрежную полосу шириною от десяти до двенадцати вёрст и доходят на севере до форта Александровского (ныне город Форт-Шевченко); киргизы же занимают остальное, значительно большее, пространство. Однако, как гласит народное предание, здесь раньше жили монголы — имелось в виду ханство Батыя, внука Чингисхана, которое простиралось от России до Аральского моря и заключало в себе Устюртскую возвышенность; затем здесь поселились туркмены, пришедшие из Туркестана.
В начале XVII века туркмены были покорены калмыками. Часть мангышлакских туркмен в 1653 году мигрировала на правый берег Волги, как правило, отделившись от племени игдыр, вместе с племенами човдур и союнаджи.
После национально-территориального размежевания в 20-х годах XX века многие туркмены оказались на территории бывшего Мангышлакского уезда, который в июне 1920 года был выделен из состава Каспийской области и вошёл в состав Киргизской (Казакской) АССР в качестве новосозданного Адаевского уезда.

## Численность
Пик казахстанских туркмен пришёлся на 1989 год; это число начало снижаться в связи с распадом СССР и последующей репатриацией на историческую родину, но с 2009 года наблюдается повышение численности туркмен.
| Год  | Численность туркмен в Казахстане |
| ---- | -------------------------------- |
| 1897 | 2883                             |
| 1979 | 2241                             |
| 1970 | 3265                             |
| 1989 | 3718                             |
| 1999 | 1729                             |
| 2009 | 2234                             |
| 2021 | 2834                             |

## Язык
На территории Казахстана туркмены чаще всего используют русско-туркменский или казахско-туркменский билингвизм.

## Организации
В Казахстане действует Туркменский общественно-культурный центр (Алматы), Мангыстауский, Костанайский и Карагандинский национально-культурные центры туркмен, которые активно участвуют в деятельности Ассамблеи народа Казахстана.
При этнокультурных центрах функционируют воскресные школы. Цели и задачи которых заключаются в расширении знаний родного туркменского языка и овладение казахским языком. Туркменские общественно-культурные центры Республики Казахстан проводят активную издательскую деятельность. В 2000 году на казахский язык были переведены и изданы сборник произведений классика туркменской поэзии Махтумкули Фраги, в 2004—2005 годах — «Рухнама» Сапармурата Ниязова. В 2002 и 2004 годах вышли в свет книги академика К. Н. Аманниязова «Мангистау — отчий край» и «Туркмены Мангышлака».